# Comuna de Mieścisko
Mieścisko (polaco: Gmina Mieścisko) é uma gminy (comuna) na Polónia, na voivodia de Grande Polónia e no condado de Wągrowiecki. A sede do condado é a cidade de Mieścisko.
De acordo com os censos de 2007, a comuna tem 5921 habitantes, com uma densidade 43,7 hab/km².

## Área
Estende-se por uma área de 135,62 km², incluindo:
- área agricola: 77%
- área florestal: 15%

## Demografia
Dados de 30 de Junho 2004:
|                      | Total   | Total | Mulheres | Mulheres | Homens  | Homens |
| -------------------- | ------- | ----- | -------- | -------- | ------- | ------ |
|                      | pessoas | %     | pessoas  | %        | pessoas | %      |
| População            | 5862    | 100   | 2915     | 49,7     | 2947    | 50,3   |
| Densidade (pop./km²) | 43,2    | 100   | 21,5     | 21,5     | 21,7    | 21,7   |

De acordo com dados de 2002, o rendimento médio per capita ascendia a 1383,9 zł.

## Subdivisões
- Budziejewko, Budziejewo, Gołaszewo, Gorzewo, Jaroszewo Drugie, Jaroszewo Pierwsze, Jaworówko, Kłodzin, Mieścisko, Miłosławice, Mirkowice, Nieświastowice, Piastowice, Pląskowo, Podlesie Kościelne, Podlesie Wysokie, Popowo Kościelne, Sarbia, Wiela, Zakrzewo, Zbietka, Żabiczyn.

## Comunas vizinhas
- Damasławek, Janowiec Wielkopolski, Kłecko, Mieleszyn, Skoki, Wągrowiec